# کش (آرکانزاس)
کش (به انگلیسی: Cash) یک شهر در ایالات متحده آمریکا است که در کریگهد واقع شده‌است. کش ۰٫۹۶ کیلومتر مربع مساحت و ۳۴۲ نفر جمعیت دارد و ۷۶ متر بالاتر از سطح دریا واقع شده‌است.